# Protographium marcellus
Espèce
Protographium marcellus ou Machaon zébré est un insecte lépidoptère de la famille des Papilionidae, de la sous-famille des Papilioninae et du genre Protographium.

## Dénomination
Il a été nommé  par Pieter Cramer en 1777.
Synonymes : Papilio marcellus Cramer, 1777; Papilio ajax Linnaeus, 1758; Papilio telamonides C. & R. Felder, [1864]; Papilio annonae Fabricius, 1938; Eurytides marcellus .

### Noms vernaculaires
Protographium marcellus se nomme Zebra Swallowtail en anglais.

### Sous-espèces
- Protographium marcellus marcellus
- Protographium marcellus floridensis (Holland, 1898) présent en Floride[2].

## Description
Protographium marcellus est un grand papillon (son envergure varie de 64 mm à 104 mm) de couleur blanc à reflets verdâtres, rayé et bordé de bandes noires. Il est de forme vaguement triangulaire et chaque aile postérieure possède une très longue queue. Il présente aux postérieures des lunules bleues et une tache anale rouge orangé.
La forme printanière est plus claire car les bandes noires de son ornementation sont plus étroites que celles de la forme estivale de ce fait plus foncée. Cette forme estivale plus foncée a été nommée forme lecontei.

### Chenille et chrysalide
Les chenilles sont vertes puis plus foncées annelées de rayures noires et jaunes.

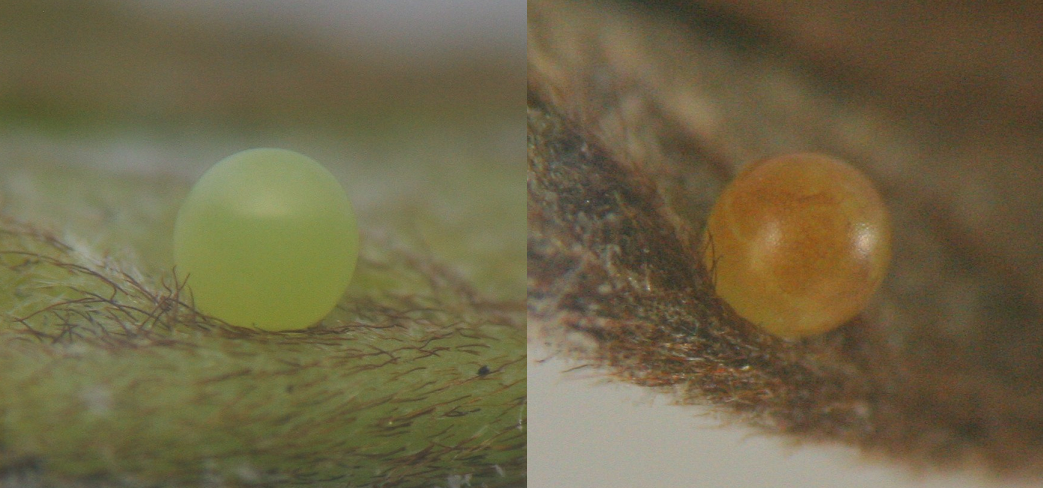
œuf
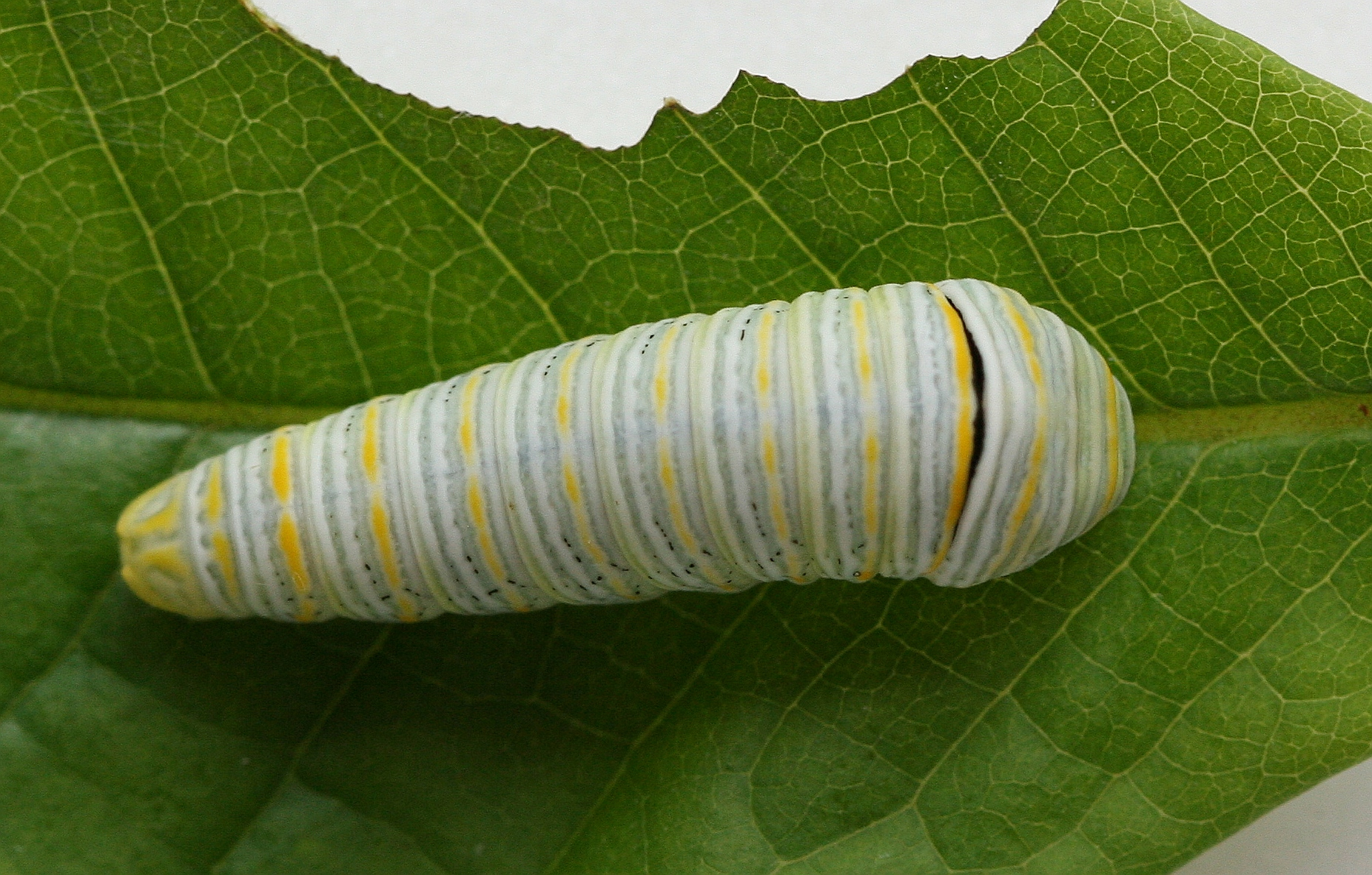
chenille verte
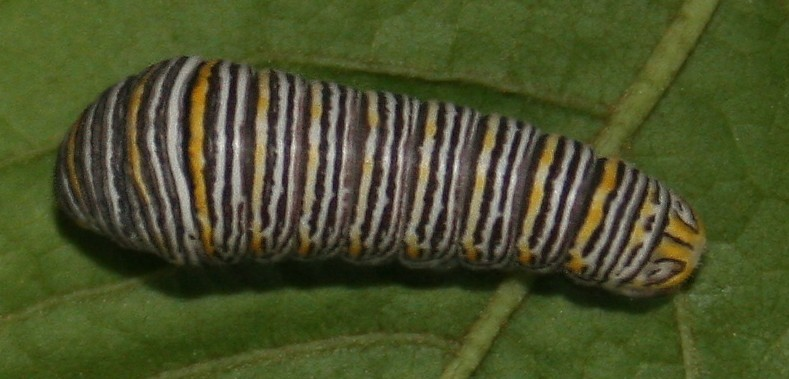
chenille marron
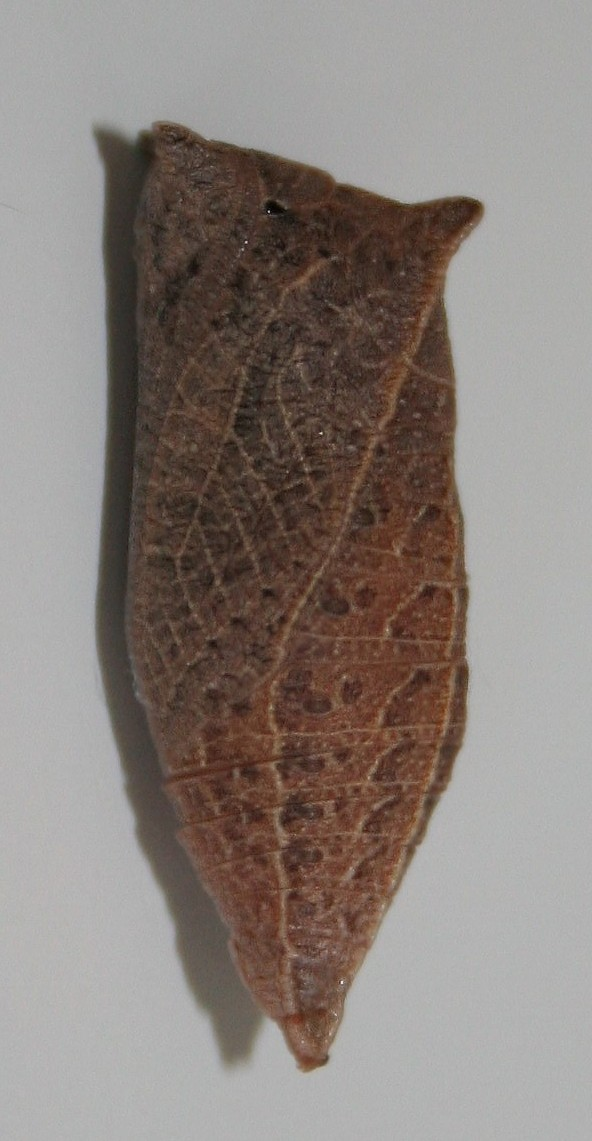
Chrysalide

## Biologie
Les œufs, de couleur verte, sont déposés isolément sur des plantes nourricières.

### Période de vol et hivernation
Les imagos volent en deux générations en avril mai puis de mi-juin à mi-août dans les zones tempérées mais de mars à décembre dans la partie de la Floride de climat subtropical.
Il hiverne au stade de chrysalide.

### Plantes hôtes
Les plantes hôtes de sa chenille sont des Asimina : Asimina triloba, Asimina parviflora, Asimina speciosa, Asimina pygmaea, Asimina obovata et Asimina reticulata .

## Écologie et distribution
Il réside dans tout l’est de l’Amérique du Nord depuis le sud de l'Ontario et les bords du lac Érié au Canada jusqu'à la limite du Kansas, de l'Oklahoma et du Texas aux USA,. Alors qu'ils étaient résidents abondants en Ontario il n'y sont plus observés que rarement que ce soit comme résidents ou comme migrateurs.

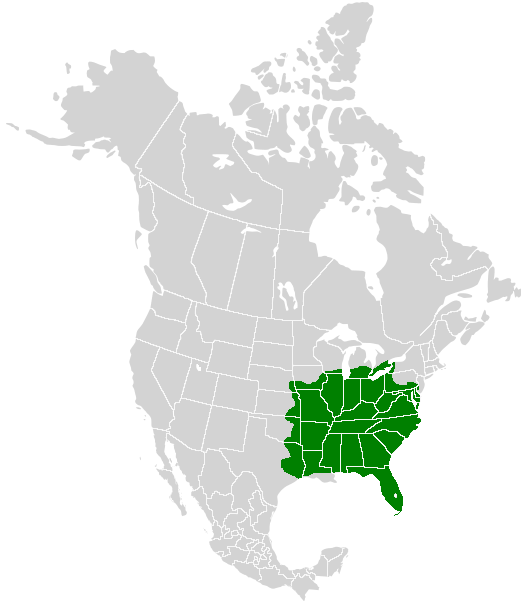
carte de résidence

### Biotope
Il réside en bordure de forêt et le long des berges des rivières.

### Protection
Pas de statut de protection particulier.

## Annexes

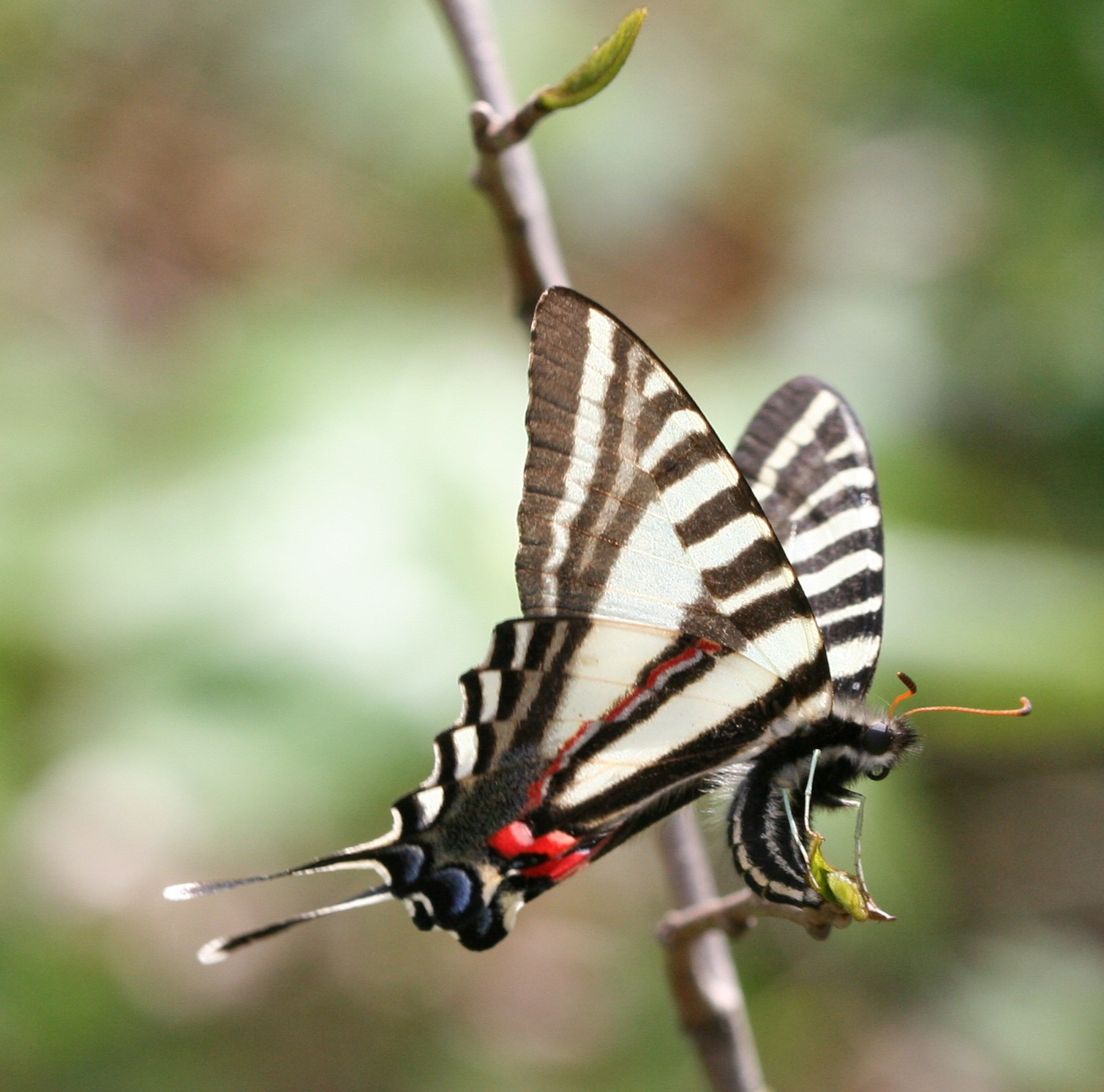
Protographium marcellus en cours de ponte